# Холи (Њујорк)
Холи (енгл. Holley) град је у америчкој савезној држави Њујорк.

## Демографија
По попису из 2010. године број становника је 1.811, што је 9 (0,5%) становника више него 2000. године.
| Група             | 2000.         | 2010.         |
| Белци             | 1.714 (95,1%) | 1.712 (94,5%) |
| Афроамериканци    | 22 (1,2%)     | 20 (1,1%)     |
| Азијати           | 2 (0,1%)      | 1 (0,1%)      |
| Хиспаноамериканци | 47 (2,6%)     | 54 (3,0%)     |
| Укупно            | 1.802         | 1.811         |